# Pachydissus vicinus
Pachydissus vicinus es una especie de escarabajo longicornio del género Pachydissus, tribu Cerambycini, subfamilia Cerambycinae. Fue descrita científicamente por Corinta-Ferreira en 1957.

## Descripción
Mide 28-50 milímetros de longitud.

## Distribución
Se distribuye por Mozambique.